# Popillia dajaka
Popillia dajaka är en skalbaggsart som beskrevs av Ohaus 1923. Popillia dajaka ingår i släktet Popillia och familjen Rutelidae. Inga underarter finns listade i Catalogue of Life.